# Atlas magasin
ATLAS Magasin er et politisk uafhængigt dansk samtidsmagasin med et internationalt udsyn. ATLAS Magasin udkommer løbende som webmagasin med opdateringer de fleste hverdage. Den erklærende målsætning for magasinet er at skrive seriøst og en lille smule anderledes om kulturelle og samfundsmæssige forhold.

## Historie
ATLAS Magasin blev grundlagt i foråret 2010 af Kristoffer Granov, Tobias Havmand og Morten Wilhelm Scholz. I efteråret 2010 var stifterne af ATLAS Magasin på New Media Days liste over "enkeltpersoner, der har gjort et ekstraordinært arbejde for at styrke de nye medier i det danske mediebillede."
Den 11. marts 2024 blev ATLAS Magasin tildelt Georg Brandes-prisen af Litteraturkritikernes Lav med begrundelsen, at ATLAS har formået "at skabe en levende debat om dansk litteratur og åbne dørene for nye stemmer", og at "magasinets lange og eksperimenterende anmeldelser" udgør "en afgørende alternativ arena for dansk kritik – en bærebjælke, simpelthen."